# Rhynchophion ligulifer
Rhynchophion ligulifer är en stekelart som först beskrevs av Morley 1912.  Rhynchophion ligulifer ingår i släktet Rhynchophion och familjen brokparasitsteklar. Inga underarter finns listade i Catalogue of Life.